# FK Rudar Pljevlja
Maillots
Le Fudbalski klub Rudar Pljevlja (en monténégrin : Фудбалскли клуб Рудар Пљевља), plus couramment abrégé en FK Rudar Pljevlja, est un club monténégrin de football fondé en 1920 et basé dans la ville de Pljevlja.

## Historique
- 1920 - fondation du club

## Bilan sportif

### Palmarès
| Compétitions nationales | Compétitions yougoslaves                                             |
| --- | -------------------------------------------------------------------- |
| - Championnat du Monténégro (2) : - Champion : 2009-10 et 2014-15 - Vice-champion : 2011-12. - Coupe du Monténégro (4) : - Vainqueur : 2006-07, 2009-10, 2010-11 et 2015-16. - Finaliste : 2011-12. | - Championnat de Yougoslavie D2 (1) : - Champion : 2000-01 (Gr. Sud) |

### Bilan européen
Note : dans les résultats ci-dessous, le score du club est toujours donné en premier
| Saison    | Compétition         | Tour            | Club              | Domicile | Extérieur | Total |
| --------- | ------------------- | --------------- | ----------------- | -------- | --------- | ----- |
| 2007-2008 | Coupe UEFA          | Premier tour Q  | Omonia Nicosie    | 0 - 2    | 0 - 2     | 0 - 4 |
| 2010-2011 | Ligue des champions | Premier tour Q  | SP Tre Fiori      | 4 - 1    | 3 - 0     | 7 - 1 |
| 2010-2011 | Ligue des champions | Deuxième tour Q | Litex Lovetch     | 0 - 4    | 0 - 1     | 0 - 5 |
| 2011-2012 | Ligue Europa        | Deuxième tour Q | Austria Vienne    | 0 - 3    | 0 - 2     | 0 - 5 |
| 2012-2013 | Ligue Europa        | Premier tour Q  | Shirak FC         | 0 - 1    | 1 - 1     | 1 - 2 |
| 2013-2014 | Ligue Europa        | Premier tour Q  | Mika Ashtarak     | 1 - 0    | 1 - 1     | 2 - 1 |
| 2013-2014 | Ligue Europa        | Deuxième tour Q | Śląsk Wrocław     | 2 - 2    | 0 - 4     | 2 - 6 |
| 2015-2016 | Ligue des champions | Deuxième tour Q | Qarabağ FK        | 0 - 1    | 0 - 0     | 0 - 1 |
| 2016-2017 | Ligue Europa        | Premier tour Q  | FK Kukës          | 0 - 1    | 1 - 1     | 1 - 2 |
| 2018-2019 | Ligue Europa        | Premier tour Q  | Partizan Belgrade | 0 - 3    | 0 - 3     | 0 - 6 |

Légende
- Victoire ou qualification pour le tour suivant.
- Match nul.
- Défaite ou élimination de la compétition.

## Personnalités du club

### Présidents du club
- Duško Šarić

### Entraîneurs du club
| - Miljan Ašanin (1947) - Remzo Nuhanović (1948 - 1949) - Bećir Durutlić (1950) - Franjo Pazmanj (1953) - Petar Purić (1954) - Faruk Kadić (1954) - Sveto Čubrilović (1958) - Drago Ivanović (1959 - 1962) - Boris Marović (1962) - Radojica Radojičić (1964 - 1965) - Vlatko Vujošević (1965) - Uglješa Rakočević (1965) - Mirko Žderić (1965 - 1966) - Božo Dedović (1972) - Karlo Zapušek (1976 - 1977) |  | - Karlo Zapušek (1982) - Rasim Čakar (1985) - Božidar Pajević (1987 - 1988) - Rajko Milović (1988 - 1989) - Hasan Ćirlija (1989 - 1991) - Branislav Milačić (1991) - Dragan Aničić (1992) - Vlado Milosavljević (1992) - Dragan Šaković (1992 - 1993) - Drago Kovačević (1993) - Nikola Rakojević (1993 - 1994) - Momčilo Vujačić (1994) - Zoran Vraneš (1994) - Danilo Vukićević (1995) - Nikola Rakojević (1995 - 1996) |  | - Dragan Šaković (1996 - 1997) - Jusuf Čizmić (1997) - Danilo Vukićević (1997 - 1998) - Srđan Bajić (1998 - 2002) - Mirko Marić (2006 - 2008) - Branislav Milačić (2008) - Ivan Adžić (2008 - 2009) - Miodrag Radanovi (2009) - Nebojša Vignjević (2009 - 2011) - Dragan Radojičić (2011 - 2012) - Nikola Rakojević (2012 - 2013) - Mirko Marić (2013 - ?) - Edis Mulalić (?) |